# チャールズ・ヴェイン
チャールズ・ヴェイン（Charles Vane、1680年 - 1720年3月29日）は、イギリス出身の海賊。イギリス船とフランス船を略奪した。海賊としての活動は1716年～1720年。ブリガンティン「レンジャー」を旗艦とした。ポート・ロイヤルの絞首台で最期を迎えた。
バハマ、ニュープロビデンス島のイギリス入植地が1713年に放棄されると、海賊船長たちが拠点を置くようになった。ヴェインもその一人である。1718年にバハマ総督ウッズ・ロジャーズが2隻のイギリス海軍船で海賊を脅かした時、ヴェインは単身抵抗し、奪ったフランスの焼き討ち船で海軍艦艇を撃退した。ヴェインは高速スループ「レンジャー」（大砲6門）に乗り、総督に発砲し、帰還を予告して逃げ去った。

## キャリア

### ジェニングスの部下として
ヴェインの初期の人生についてはほとんど知られていない。ロンドン出身で、恐らくスペイン継承戦争の最中にポートロイヤルに渡ったとされる。1715年7月20日、ハバナを出航したスペインの財宝船団がフロリダ湾で難破し、7百万ペソにも及ぶほどの財宝がフロリダ東部の海岸に散らばった。スペイン人はこの内の一部を回収してハバナに運んだが、残りの財宝をヘンリー・ジェニングス率いる海賊団が奪ってしまった。ヴェインはこの時ジェニングスの部下として働いており、武装した攻撃隊の一員に加わっていた。この攻撃からしばらく経って、ジェニングスが再び財宝の強奪に向かった際も一味に加わり、フランス船サン・マリー号の掠奪などに参加した。
ジェニングスは海賊共和国として知られるニュープロビデンス島ナッソーを拠点に置いた。ヴェインは海賊が支配する港町で自由を謳歌し、財宝船からの戦利品を使って暮らし、海賊の流入以前からの入植者を脅しつけたりして気ままに過ごした。

### 王の恩赦
1717年9月5日、イギリス国王ジョージ1世が全ての海賊に対して足を洗うことを条件に恩赦を申し出た。この報せはバミューダからナッソーに届けられ、海賊たちは大きく2つの勢力に分裂してしまった。ジェニングス、ベンジャミン・ホーニゴールド、ジョサイア・バージェスなどは恩赦を支持したが、ジャコバイトでありジョージ1世に反感を覚える勢力はこの恩赦に激怒した。ポールスグレイブ・ウィリアムズ、クリストファー・ウィンター、ニコラス・ブラウン、エドワード・イングランド、ジャック・ラカム、クリストファー・コンデントなどがここに含まれ、ヴェインはそのリーダー格であった。ヴェインは恩赦を受け入れようとするかつての師ジェニングスやそれに同調する者たちに深く失望し、密かに外部のジャコバイト支持者に支援を要請することにした。イギリス軍人でありながらジェームズ・スチュアートに寝返ったジョージ・カモック艦長にメッセージを送り、メアリー・オブ・モデナに取り次いでバハマ諸島およびバミューダにジャコバイトの軍艦を派遣するよう依頼した。
1718年1月、海賊たちの意見は纏まらず、ヴェインは島の防備を強化してイギリス政府と交渉すべきだと主張したが、ジェニングスはバミューダのベンジャミン・ベネット総督に投降してしまった。コンデントもアフリカやブラジルに活動拠点を移す準備を始め、その他多くの海賊たちも各地のイギリス植民地に散らばってしまった。ヴェインは16人の仲間を連れてスループ船ラーク号を入手し、ナッソーから近場の停泊地で海賊船として整備した。
2月23日、イギリス海軍のヴィンセント・ピアース艦長が指揮するHMSフェニックス号が王の布告を直接伝えるためにナッソーにやって来た。島に残っていたホーニゴールドなどの恩赦の支持者たちはピアースを丁重に迎え入れ、島の抵抗勢力であるヴェインについて報告した。ピアースはそれらを元にバスケス・ケイという小さな入江に潜伏していたヴェインのラーク号を捕捉。勝ち目がないと見たヴェインの一味は投降せざるを得なかった。ピアースは国王の名の下にラーク号を没収し、ヴェインら囚人たちをナッソーへ連行した。ピアースがナッソーに戻ると、ホーニゴールド、バージェスなどの穏健派の海賊船長たちが「多くの者がヴェインの処刑を不安がっている。彼らを釈放すればナッソーの住民を投降させるのに大きな意味を持つだろう」と助言してきた。ピアースはこれを受け入れ、ヴェインとその一味(エドワード・イングランドも含まれる)を釈放し、王の寛大さを示した。さらにピアースは新たなバハマ総督はウッズ・ロジャーズであり、夏ごろにナッソーに到着すること、恩赦を受ける者には署名入りの証明書が発行されること、その証明書をもとに保護されることなどを説明した。ヴェインを連れたホーニゴールドらは去って行ったが、これは大きな過ちであった。
2月26日、フェニックス号に投降を希望する海賊たちが殺到してきた。ホーニゴールド、バージェス、ポールスグレイブ・ウィリアムズなどが名を連ね、ホーニゴールドの海賊仲間であるジョン・コックラム、ダニエル・スティルウェル、さらにジェニングスの仲間であったリー・アシュワースなども恩赦を受け入れた。ヴェインもこれに加わったが、それは表向きのことであり、密かに海賊行為の再開を目論んでいた。3月に入ると、ヴェインの一味はボートを使って秘密裏にフェニックス号を通り過ぎ、港の入り口を通過した。この一味にはエドワード・イングランド、ジャック・ラカムなど40人が参加しており、ナッソーの東部に潜伏した後にジャマイカの貿易スループ船を2隻のボートで拿捕した。ヴェインはスループ船で港の裏口を通ってフェニックス号から見える場所まで移動し、そこで海賊旗を掲げて軍艦に見せつけるように戦利品を漁り始めた。この侮辱を受けたピアースはただちに討伐隊を編成してボートで海賊船を目指したが、逆に撃退されてしまった。これによって海賊たちの投降ムードは大きく変動した。住民の中にはヴェインに堂々と補給品を提供する者まで現れ、フェニックス号の存在感は薄れた。ピアースは迂闊にも没収していたラーク号を個人的な商取引のために出航させたが、これもヴェインに奪い返されてしまった。ヴェインは急速に仲間を増強し、その一味は75人にまで膨れ上がり、もはやフェニックス号では手に負えなくなってしまった。4月4日、ヴェインは外洋に脱出し、その数日後にはナッソーの掌握に失敗したピアースも去って行った。
その後、ヴェインはバハマ周辺の海域を荒らしまわり、その残酷さで悪名を轟かせた。特にバミューダのベネット総督が海賊を拘束したというニュースを聞いてからは、バミューダ船への扱いはとりわけ残酷になった。また、ヴェインとその乗組員たちは襲った船の船員たちが降伏したにもかかわらず、彼らに暴行を加えた。時には拷問を加えて金目の物の在り処を聞き出したりもした。4月14日、ヴェインはエドワード・ノース船長のエドワード・アンド・メアリ号を拿捕した。ヴェインと乗組員たちは捕虜をバウスプリットに縛り付け、目の近くに点火したマッチを近づけながら、銃を口に突っ込んで尋問したという。目玉を焼き盲にした後で撃ち殺してやると脅迫し、金目の物は奴隷も含めて全て奪った。更に5月17日、ヴェインはバミューダ籍のダイヤモンド号を拿捕し、乗組員たちを殴り、吊るすなどの虐待を加えた。その頃にはラーク号はレンジャー号と改名されていた。またヴェインはジャコバイトの支援を受けられると楽観視していたという。
ヴェインの一味が4月28日にナッソーへ戻った時には、さらにバミューダ船3隻、ジャマイカ船3隻、ニューヨーク船1隻、ボストン行きの船1隻を獲物にしており、一味の人数も90人以上に増えていた。その数日後、ナッソーに黒髭ことエドワード・ティーチが帰還した。ヴェインはティーチらと旧交を温めたものと思われる。
ヴェインはその後もジャコバイトの援軍を待ち続けたが、ついにそれが訪れることはなかった。やがてヴェインは援軍よりも先に国王に任命された新総督がやって来るだろうと悟った。海賊共和国の崩壊を覚悟したヴェインは、5月末、エドワード・イングランドやラカムを集め、クルックド島近くでかつての仲間であるジョン・コックラムの弟が船長を務めるリチャード&ジョン号を奪い取った。ヴェインにとっては恩赦を受け入れた元海賊も獲物だったのである。
6月、ヴェインは数隻を拿捕し、その内1隻の指揮をエドワード・イングランドに任せた。ヴェインの操舵手はラカムが引き継ぎ、一味は捕らえたフランス船を旗艦とした。さらに6月23日にはポルトープランス近くのレオガヌ港にて別のブリガンティン船サン・マルタン号を捕えて乗り換えている。一味はこの航海でさらにロードアイランドのドレイク号、アンドロス島からの熱帯材を満載したアルスター号、ロードアイランドのイーグル号、そしてナッソーの港で2隻のスループ船ダブ号とランカスター号を拿捕した。ランカスター号の船長はかつてナッソーの政府高官であったトマス・ウォーカーの息子ニールが船長を務めていた。この大規模な戦果を挙げたヴェインは勢いよく上陸し、ホーニゴールドなど恩赦を受け入れた海賊に対して横柄な態度を取った。そして入港する船をことごとく拘束し、約20日間の間総督のごとく支配した。この大騒ぎの後、ヴェインはサン・マルタン号に大砲を装備し、出航の準備を整えた。ヴェインの計画ではブラジルに行き、そこでコンデントやオリビエ・ルバスールなどと合流しようとしていた。

### ウッズ・ロジャーズとの対決

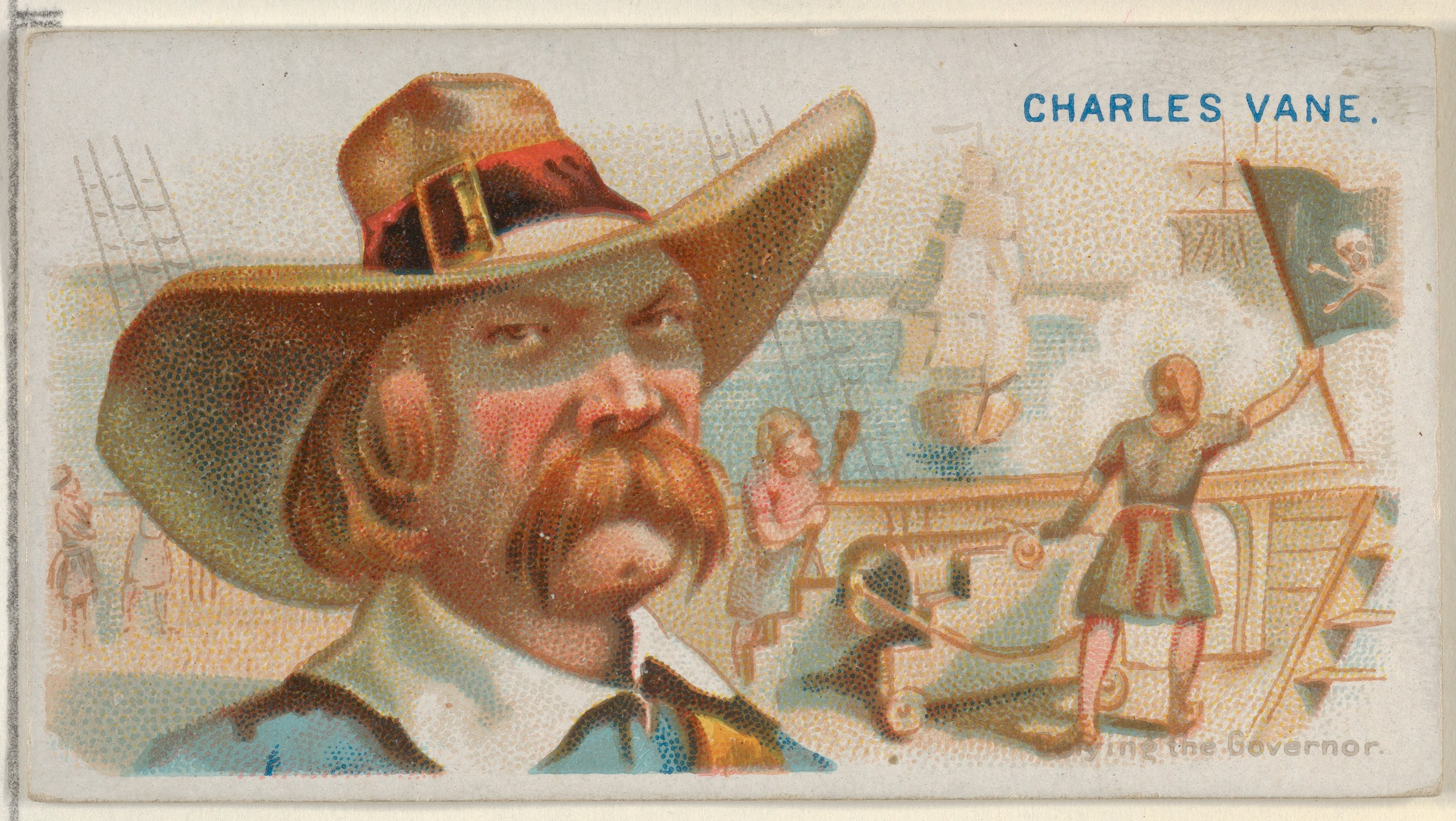
総督に反抗するチャールズ・ヴェイン Allen & Ginterのシガレットカード「Pirates of the Spanish」(N19)シリーズ

7月24日、ヴェインが出航の準備をしている最中、ウッズ・ロジャーズの艦隊がナッソーに到着した。ヴェインは先行して入港してきたフリゲート艦ローズ号にロジャーズに充てた手紙を渡したが、返事が来ることはなかった。ナッソーの港は前面に小島があるために二つの入口があり、ロジャーズの2隻の軍艦は一方の入口を封鎖し、もう一方は開けたままであった。これを見たヴェインは碇の綱を切り、拿捕して港に留めていたフランス船に火を放ち、軍艦に砲火を浴びせながら出港した。この時ヴェインはチャールズ・イェーツ船長のスループ船キャサリン号を奪い取っており、イェーツも無理矢理仲間にしていた。総督はバック号をヴェインの追跡に向かわせたが捕らえることはできなかった。ヴェインはその後もロジャーズにメッセージを送り付け、「護衛船を焼いて御礼する」「戻って貴様を追い出してやる」と脅迫し、ロジャーズの悩みの種となったが、結局プロビデンス島に戻ることは二度となかった。
ヴェインは次々と船を奪っては乗り換えている。まずバルバドスのスループを拿捕し、イェーツ他25名を乗り込ませた。次には大砲12門搭載のブリガンティン、船名はレンジャーと改名された。8月30日、ヴェインの一味はサウスカロライナ植民地のチャールストンの港を封鎖した。哀れにもこの港は数か月前にもティーチの攻撃に遭っており、再び海賊の脅威に晒されてしまった。ヴェインは36時間をかけて港から8隻の船を拿捕、掠奪した。大きな成果を挙げたに見えたが、ヴェインはその性格ゆえに嫌われていた。彼はイェーツのスループ船とそれに乗船している乗組員に対して横柄であり、いつも蔑ろにした。人手の少ないイェーツの船に多数の黒人奴隷を積み込んだことも彼らの反感を買う要因となり、嫌気がさしたイェーツはついにヴェインの一味から離脱して国王の赦免を受けることを決めた。チャールズタウンの掠奪の後、イェーツはヴェインのレンジャー号とは逆方向に船を進めた。ヴェインはイェーツの離反に激怒して砲撃を浴びせたが、その逃亡を阻止することはできなかった。
さらにその頃、スティード・ボネット討伐のため、サウスカロライナ植民地のロバート・ジョンソン総督によって派遣されたウィリアム・レット大佐が、ヴェインに物資を掠奪されてしまったという船に出会った。彼らはレットに一味が南に向かったという情報を話したが、これはヴェインの嘘であり、実際には北進していた。これによりヴェインはレットの手から逃れる。
9月14日、ロジャーズはヴェインの一味がバハマ諸島アバコ島のグリーン・タートル・ケイに潜伏しているという情報を得た。ヴェインはそこで戦利品の分配や傾船修理、そしてナッソーに関する情報収集を行っていた。ロジャーズはホーニゴールドおよびジョン・コックラムを私掠船の指揮官に任命し、武装したスループ船を与えてヴェインの逮捕に向かわせたが、彼を捕らえることはできなかった。だがホーニゴールドたちは代わりにウルフ号の船長ニコラス・ウッドオールを連行した。ウッドオールは恩赦を受けた元海賊で、ロジャーズの目を盗んでヴェインに物資や情報の提供をしていたのである。ロジャーズはウルフ号を没収し、ウッドオールを投獄した。
10月、グリーン・タートル・ケイで追手から逃れた後、ノースカロライナのオクラコーク島に向かったヴェインはそこでティーチと再会した。彼らは空高く大砲を発射してこれを礼砲とし、その後1週間もの間海賊の祝賀会を楽しんだ。その後、ヴェインはバハマ諸島まで戻り、ティーチは引き続きカロライナで海賊行為を行った。ティーチは最終的にこの地でスポッツウッド総督に派遣されたロバート・メイナード大佐により殺害されてしまう。

### 落日
ヴェインはバハマ諸島に戻り、エルーセラ島を襲撃して多数の食糧を奪った。さらに南下した先で小型のスループ船とジャマイカのブリガンティン船エンデヴァー号を拿捕した。ヴェインと一味はエンデヴァー号の船長であるジョン・シャトックを殴打して虐待し、物資を掠奪した。11月23日、フランス軍艦と遭遇したが、軍艦相手では歯が立たないと考えたヴェインは逃げることを主張し、攻撃しなかった。乗組員たちはこれをヴェインの臆病の発露ととらえ、投票によってヴェインは船長の地位を追われることとなる。操舵手のラカムが新たな船長となり、ヴェインと彼に同調した一等航海士のロバート・ディールなど15人が小さなスループ船としばらく生きていけるだけの食糧や弾薬を与えられて追放された。
再起を図ったヴェインはいくつかの船を襲って船員を仲間に加えた後、ホンジュラス湾のボナカ島でジャマイカ籍のスループ船を奪い、これを海賊船とした。だがヴェインに最期の時が迫っていた。1719年2月、ヴェインの船は嵐で難破してホンジュラス湾の無人島に漂着した。数ヶ月後、ようやく船が通りかかったが、この船の船長はかつて海賊だったホルフォードという人物で、ヴェインの顔見知りであった。ヴェインは救助を求めたが、彼の性根を知っているホルフォードはこれをにべもなく拒否して行ってしまった。その後また別の船が通りがかり、今度は救助されるが、その船の船長はホルフォードの知り合いであった。正体を見破られたヴェインは足かせをはめられてジャマイカに連行され、裁判ののち絞首刑に処された。彼は自らの罪を悔いる言葉はいっさい言わずに死んだ。

## ヴェインが登場する作品
- 「アサシン クリード IV ブラック フラッグ」 ラルフ・アイネソンが声優としてヴェインを演じる。ゲーム内ではヴェインがナッソーの焼き討ち船に火を放って脱出する場面が描かれる。
- 「Black Sails/ブラック・セイルズ」 ザック・マッゴーワンがヴェインを演じる。

## 参考資料
- Menefee, S.P. "Vane, Charles," in Oxford Dictionary of National Biography, vol. 56 (2004): pp. 94-95.
- Pickering, David. Pirates. CollinsGem. HarperCollins Publishers, New York, NY. (2006):p-75.
- コリン・ウッダード(著)、大野晶子(訳)、『海賊共和国史 1696-1721年』2021年7月、パンローリング株式会社
- チャールズ・ジョンソン(著)、朝比奈一郎(訳)、『海賊列伝(上)』2012年2月、中公文庫
- クリントン・V・ブラック『カリブ海の海賊たち』増田義郎訳、1990年9月、新潮選書